# Agaricus subrufescens
Espèce
Synonymes
- Agaricus brasiliensis Wasser, Didukh, de Amazonas & Stamets[1]
- Agaricus rufotegulis Nauta[1]
- Agaricus rufotegulis var. hadriaticus Lancon. & Nauta[1]
- Fungus subrufescens Kuntze[1]
- Psalliota subrufescens (Kuntze) Kauffman[1]

Agaricus subrufescens est une espèce de champignons (Fungi) basidiomycètes de la famille des Agaricaceae et du genre Agaricus. Surnommé Agaric Royal, Royal Sun Agaricus en anglais, Jisongrong en Chinois  ou Himematsutake en Japonais (pour princesse Matsutake), il s'agit d'un champignon comestible à la saveur douce et au goût d'amande. Il est également connu pour être un champignon médicinal, des études et recherches semblant indiquer qu'il contiendrait des substances stimulant le système immunitaire. Originaire du Brésil et d'Amérique du Nord, cet Agaric fait l'objet de culture intensive.

## Taxinomie

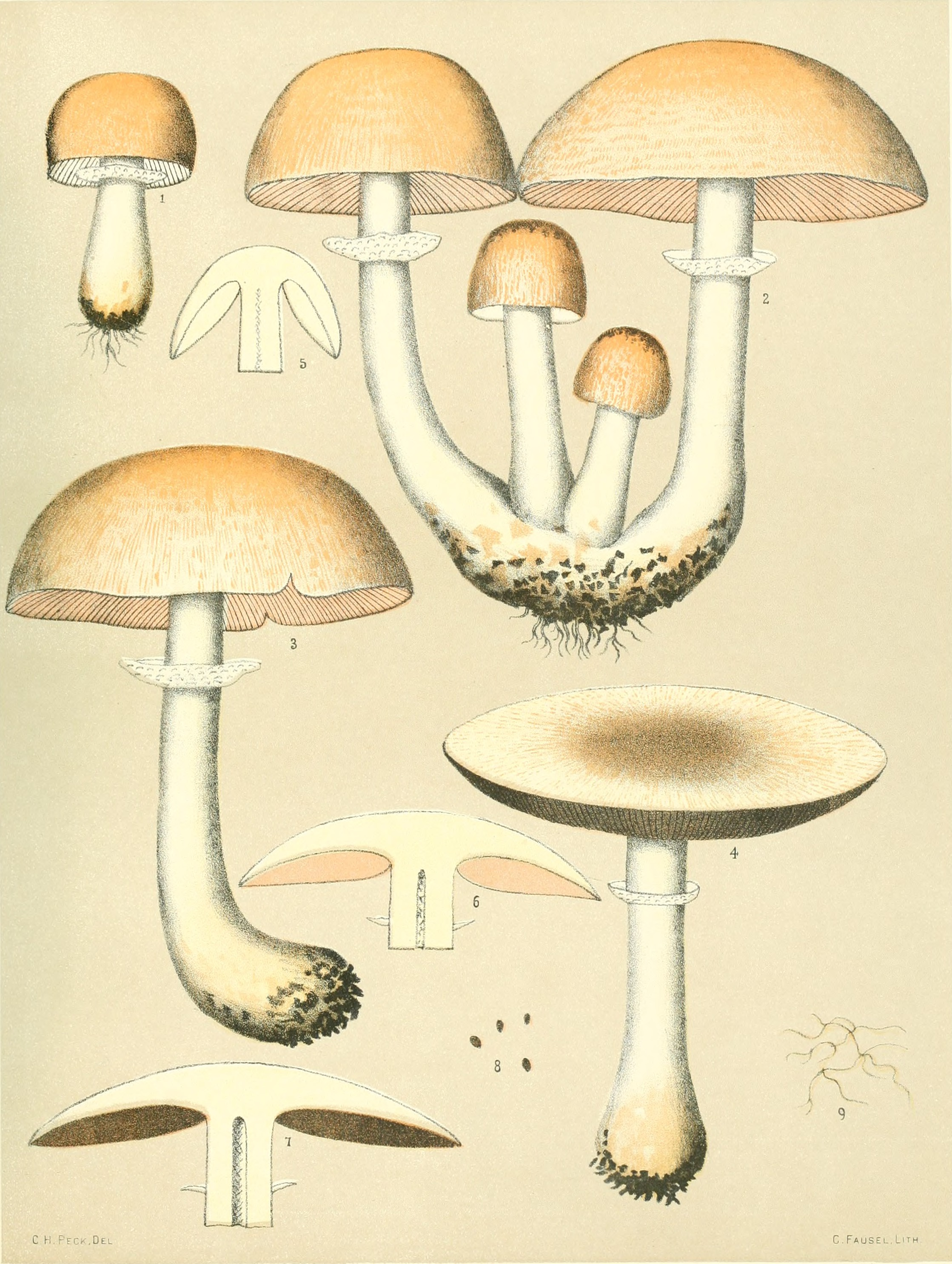
Agaricus subrufescens (illustration botanique originale de Charles Horton Peck, 1893)

Agaricus subrufescens a été décrit pour la première fois par le botaniste américain Charles Horton Peck en 1893.
À la fin du XIXe siècle et au début du XXe, il était cultivé dans l'Est des États-Unis pour la consommation courante.
Il a été découvert au Brésil dans les années 1970, et a été confondu avec Agaricus blazei Murrill une espèce originairement décrite en Floride. Il a été commercialisé rapidement pour ces prétendues propriétés médicinales sous des noms divers comme ABM (Agaricus blazei Murrill), Cogumelo do sol (Champignon du soleil), Cogumelo de Deus (Champignon de Dieu), Cogumelo de vida (Champignon de la vie), Himematsutake, Royal sun agaricus, Mandelpilz et Almond mushroom.
En 2002, Didukh et Wasser ont rejeté le nom A. blazei pour cette espèce, et l'ont nommée A. brasiliensis, un nom déjà utilisé pour une espèce différente Agaricus brasiliensis Fr. (1830). Richard Kerrigan a mené des tests génétiques et d'interfertilité sur plusieurs souches de champignons, et a montré que les échantillons des souches brésiliennes A. blazei et A. brasiliensis étaient génétiquement similaires et interfertiles avec les souches Nord-américaines d'Agaricus subrufescens. Ces tests montrèrent également que les échantillons européens appelés A. rufotegulis faisaient partie de la même espèce. A. subrufescens étant le nom le plus ancien, il eut la priorité nomenclaturale.

## Description
Le chapeau d'A. subrufescens est initialement hémisphérique, devenant peu à peu convexe, avec un diamètre de 5 à 18 cm. Il est couvert de fibres ressemblant à des fil de soie, bien qu'en devenant mature il développe quelques écailles. Sa couleur varie du blanc au grisâtre voir au rouge-brun terne, sa marge se fendant de façon typique avec l'âge. Sa chair est blanche et a le goût de noix verte, avec une odeur d'amande. Ses lamelles libres sont nombreuses, serrées et fines. D'abord de couleurs blanchâtres, elles acquièrent une couleur plus rose pour finalement devenir marron-noir quand les spores se développent. Les spores sont en ellipsoïdes, minces, avec des teintes noires marron-violet vues au microscope, leur taille variant de 6 à 7,5 µm de long pour 4 à 5 µm de large. Le stipe, de caractère bulbeux à la base, mesure de 6 à 15 cm  de haut et de 1 à 1,5 cm de large. Plein au début, il devient creux avec l'âge, sa cuticule étant cotonneuse voire squamuleuse près de la base. L'anneau est large avec une double lame, légèrement courbé près du pied, devenant plus fin et grisâtre en s'éloignant ; il est couvert par quelques écailles cotonneuses dans sa partie basse.

Agaricus subrufescens
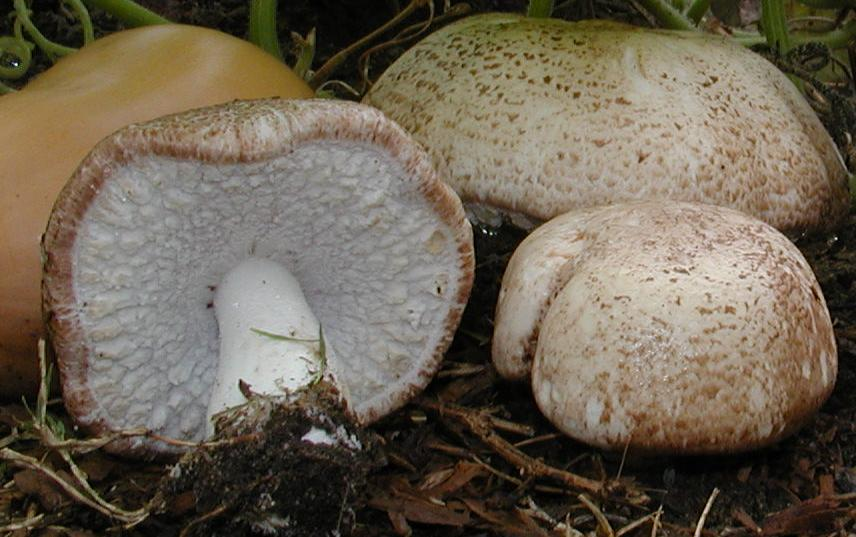
Jeunes spécimens
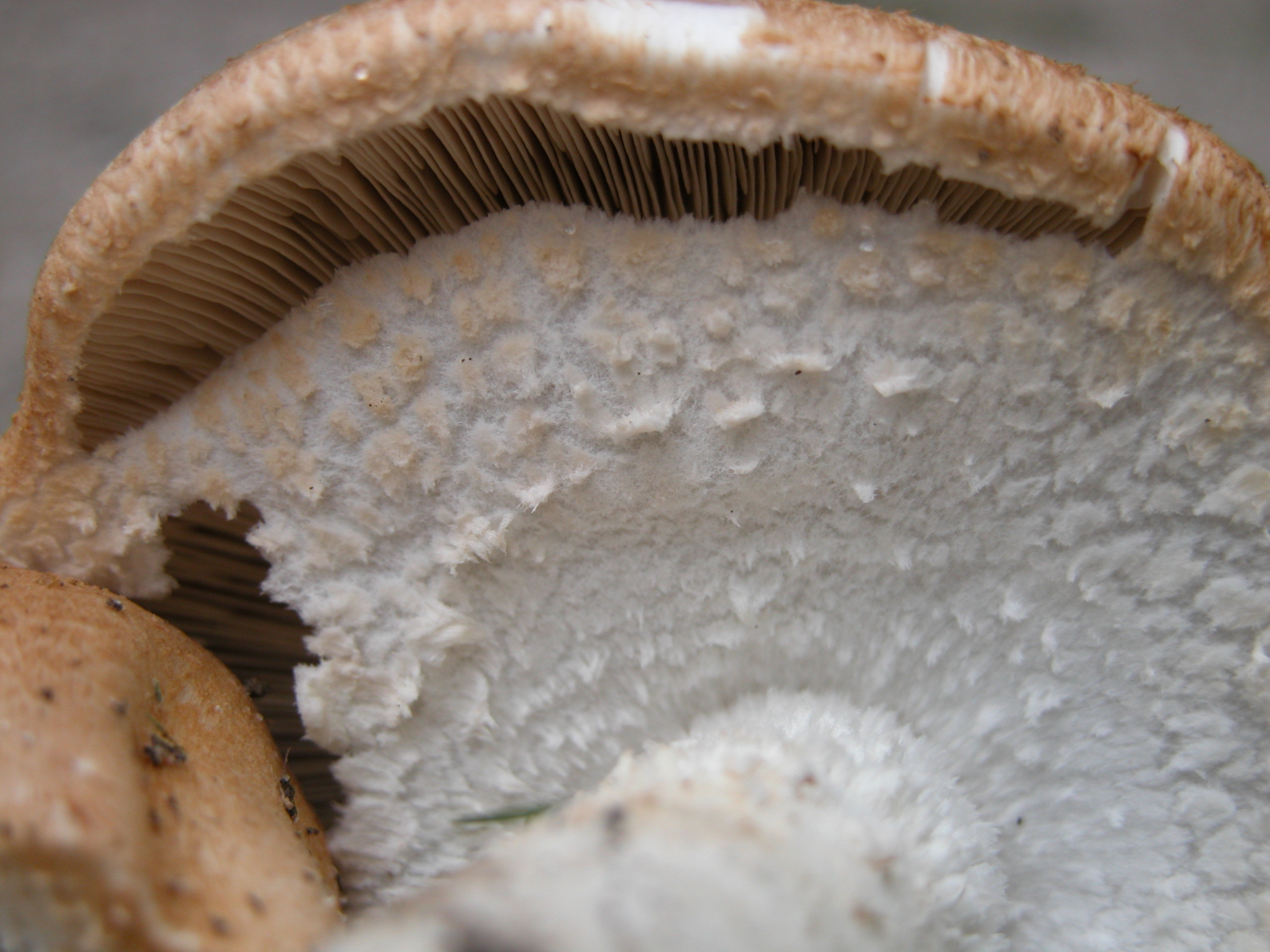
Anneau floconneux.
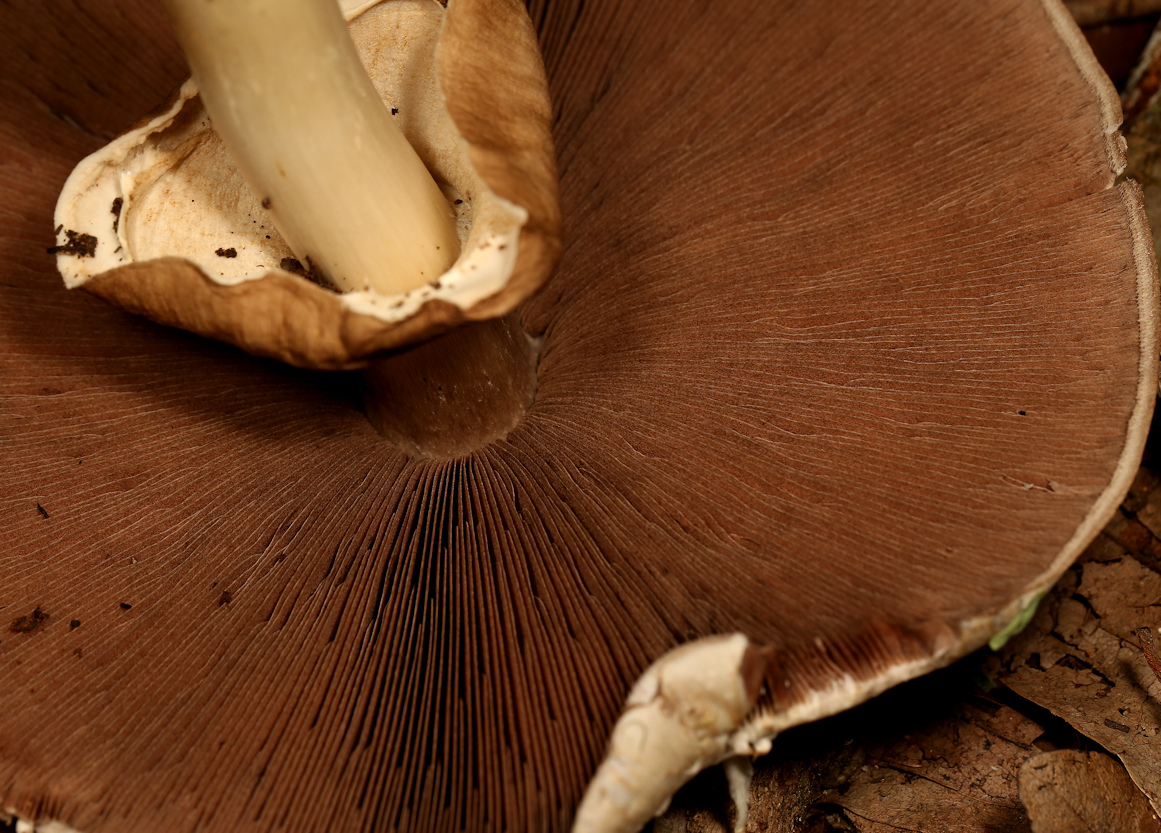
Lamelles
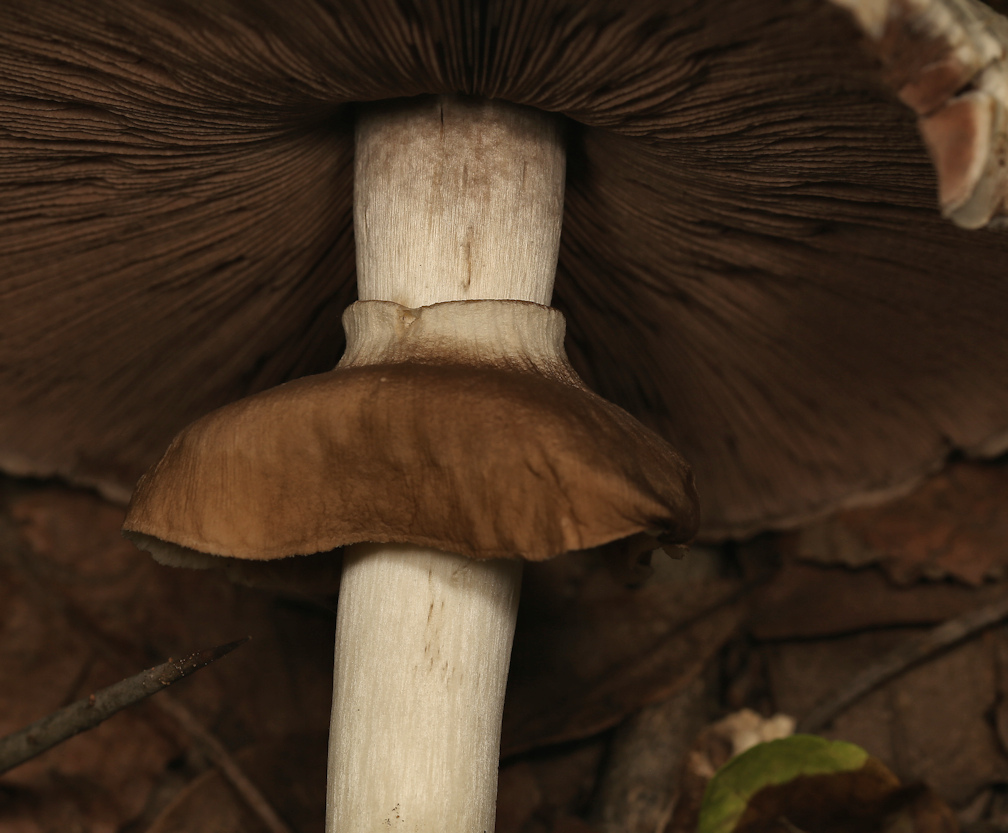
Anneau et lamelles brunissants

## Distribution et habitat

### Habitat
Agaricus subrufescens peut pousser seul, le plus souvent en petit groupe de quelques individus sur des sols riches parfois mêmes proche des habitations.
Originairement décrit depuis le Nord-Est américain et au Canada, il a été trouvé poussant en Californie, Hawaï, en Grande-Bretagne, aux Pays-Bas, Taïwan, aux Philippines et au Brésil.

### Culture
A.subrefecens était assez largement cultivé au début du XXe siècle dans le nord-est des États-Unis, mais il céda sa place au profit d'A. bisporus (le Champignon de Paris) qui conquit la plupart des producteurs. Connu pour ses propriétés médicinales, il est cultivé à grande échelle depuis les années 1960 au Japon. D'autre pays emboîtèrent le pas comme les États-Unis, les Pays-Bas et surtout le Brésil qui commença la culture en masse au début des années 1990. La production d'A. subrefescens, peu connue en France, pourrait s'y développer en complément de la culture des champignons de Paris. Se cultivant sur des composts déjà existant pour A. bisporus et supportant une température plus élevée, il pourrait servir de complément estival aux producteurs.

## Comestibilité

### Arômes
Agaricus subrufescens est un bon comestible, avec une saveur douce et un goût d'amande. L'odeur d'amande qu'il dégage est principalement due à la présence de benzaldéhyde, d'alcool benzylique, de benzonitrile, et de benzoate de méthyle.

### Usages commerciaux

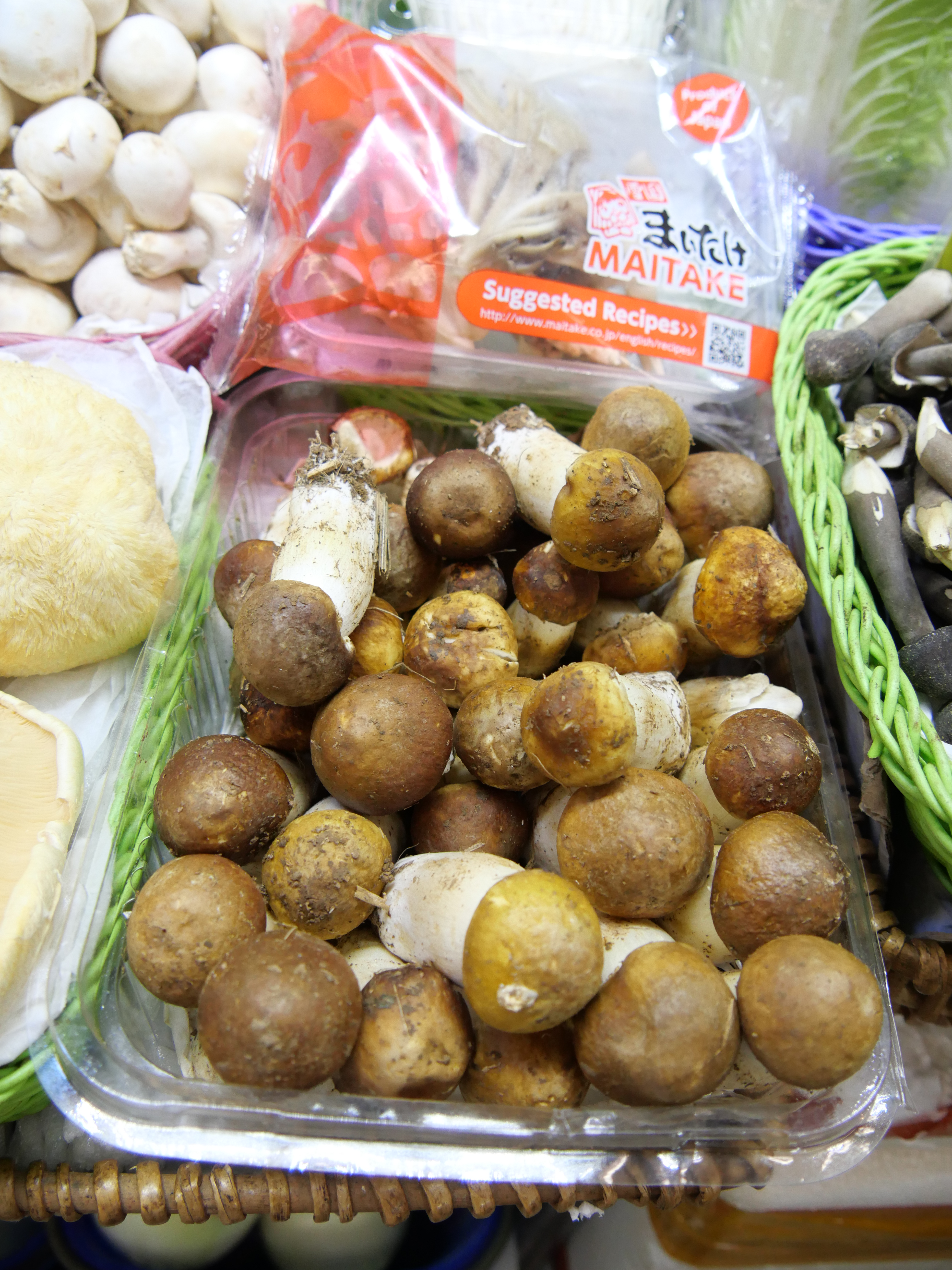
Vente sur un marché de Yuen Long (Hong-Kong)

Agaricus subrufescens contient des taux élevés de bêta-glucane, composé connu pour stimuler le système immunitaire,,.
Ce champignon est utilisé en oncologie, au Japon et au Brésil. Outre la présence de bêta-glucane, l'effet du champignon sur le système immunitaire semble être dû à la présence combinée d'autres polysaccharides comme les alpha glucanes 
. 
Au Japon, Agaricus subrufescens est vendu sous les marques King Agaricus 100, Sen-Sei-Ro Gold, and ABMK, avec une estimation d'environ 500 000 utilisateurs. Il est aussi connu pour être l'un des compléments et l'une des solutions alternatives des plus utilisées par les patients atteint de cancer.
Bien que Agaricus subrufescens soit cultivé aux États-Unis, la majeure partie des importations viennent du Brésil et de la Chine. La variabilité de la qualité des A. subrufescens cultivés peut affecter la capacité du champignon à agir sur les cellules du système immunitaire.
En 2008, Watanabe et al. ont publié un rapport dans le Biological and Pharmaceutical Bulletin sur un nouvel hybride de A. subrufescens appelé Basidiomycetes-X (BDM-X) et une souche américaine. Ce nouvel hybride de A. subrufescens fut croisé ou hybridé avec un autre champignon médicinal, donnant un autre hybride pouvant posséder de 10 à 3 000 fois le potentiel du champignon classique.

## Recherche
Beaucoup de recherches sur la stimulation du système immunitaire ont été menées sur Agaricus subrufescens comme sur d'autres champignons médicinaux depuis près de 50 ans. Le tableau ci-dessous résume ces recherches qui sont basées sur des modèles animaux ou cellulaires.

### Recherche contre le cancer
Les recherches animales et cellulaires montrent que l'application ou la consommation de Agaricus subrufescens semble fournir des propriétés anti-cancéreuses.
| Modèle expérimental        | Effets sur cellules de culture                                             | Effets sur animaux de recherches             | Effets cliniques                                              |
| -------------------------- | -------------------------------------------------------------------------- | -------------------------------------------- | ------------------------------------------------------------- |
| Cancer colorectal          |                                                                            |                                              | Bénéfices sur des paramètres hematologiques et immunologiques |
| Fibrosarcome               | Inhibe le grossissement par Apoptose                                       | Inhibe le grossissement                      |                                                               |
| Sarcome                    |                                                                            | Inhibe Angiogenèse,le grossissement,         |                                                               |
| Cancer Gynécologique       |                                                                            |                                              | Accroît l'activité des Lymphocyte NK, la qualité de vie       |
| Cancer de l'ovaire         | Inhibe le grossissement et les Métastase (médecine) par Apoptose induction | Inhibe le grossissement des métastases       |                                                               |
| Cancer du poumon           | Inhibe le grossissement par Apoptose                                       | Inhibe le grossissement des métastases       |                                                               |
| Leucémie                   | Inhibe le grossissement par Apoptose,                                      | Inhibe le grossissement,                     |                                                               |
| Myélome multiple           |                                                                            | Inhibe le grossissement                      |                                                               |
| Carcinome hépatocellulaire | Inhibe la formation anormale de collagène,                                 | Inhibe grossissement                         |                                                               |
| Cancer de l'estomac        | Inhibe le grossissement par Apoptose,                                      |                                              |                                                               |
| Cancer de la prostate      | Inhibe le grossissement par Apoptose                                       | Inhibe le grossissement                      |                                                               |
| Cancer de la peau          |                                                                            | Inhibe le grossissement en application orale |                                                               |

### Système immunitaire
Les recherches cellulaires et sur des animaux de laboratoires montrent que A. subrufescens peut stimuler les cellules du système immunitaire et la production de Cytokine, comme les Interféron et Interleukine.(G. Hetland).

### Propriétés antivirales
Agaricus subrufescens semble avoir des propriétés antivirales dans les cellules cultivées,,
son action sur les virus dans le corps humain n'a pas encore été étudiée.

### Autres effets possibles
Outre les effets sur la régulation du système immunitaire que semble avoir Agaricus subrufescens, des recherches supplémentaires suggèrent que ce champignon pourrait avoir des effets bénéfiques sur le cholestérol, inhibant les agents pathogènes,,, et inhibant l'angiogenèse,.
Des recherches nutritionnelles ont classé A. subrufescens comme une source non animale d'acide linoléique conjugué, qui contient des acides gras trans combinés et un grand taux d'acides gras insaturés isomériques, ce dernier étant considéré comme responsable de l'accroissement dans la métabolisation des tissus graisseux dans le corps (métabolisme de base) et un accroissement de la masse musculaire (brûlant plus de calories que la masse graisseuse), donnant une perte de poids saine et une meilleure santé générale.